# La Tania
La Tania of Courchevel La Tania is een skidorp in het Franse wintersportgebied Courchevel, deel van Les 3 Vallées. Het ligt zo'n 1400 meter boven het zeeniveau op het grondgebied van de gemeente Courchevel (voorheen La Perrière) in het departement Savoie. Het werd ontwikkeld voor de Olympische Winterspelen 1992. Het dorp telt zo'n 3800 bedden en staat bekend als een meer budgetvriendelijke locatie in vergelijking met de andere, meer mondaine locaties in Courchevel. La Tania ligt aan de D98 tussen Courchevel Le Praz en Méribel in een zeer bosrijk gebied.